# シベールの日曜日
『シベールの日曜日』（シベールのにちようび、原題：Cybèle ou les Dimanches de Ville d'Avray、英題：Sundays and Cybele）は、1962年製作のセルジュ・ブールギニョン監督によるフランス映画。原作はベルナール・エシャスリオーの『ビル・ダヴレイの日曜日』。白黒、ワイドスクリーン。

## 公開・評価
1962年9月、ヴェネツィア国際映画祭にコンペティション部門以外で出品され、審査員から特別賞とマシェーレ賞を受賞した。同年11月21日、フランスで公開された。
1963年4月1日から10日にかけて第3回フランス映画祭が東京都千代田区の東商ホールで開催された。『シベールの日曜日』のほか、ジャン＝ガブリエル・アルビコッコの『金色の眼の女』と『アメリカのねずみ』、『ミス・アメリカ パリを駆ける』『突然炎のごとく』『女はコワイです』『不滅の女』『地下室のメロディー』『地獄の決死隊』の計9本の長編と、短編映画『ふくろうの河』が上映された。本作品は4月3日に上映された。フランソワ・トリュフォー、アラン・ドロン、マリー・ラフォレ、セルジュ・ブールギニョン、アレクサンドラ・スチュワルト、アルベール・ラモリス、フランソワーズ・ブリオンらが映画祭に参加するため来日した。そして同年6月15日、日本で一般公開された。

## 受賞
第34回ナショナル・ボード・オブ・レビュー賞米国映画批評会議賞で最優秀外国映画賞を受賞。
第35回アカデミー賞でアカデミー外国語映画賞最優秀作品賞を受賞。
第14回ブルーリボン賞で最優秀外国映画賞を受賞。

## あらすじ
元空軍のパイロットで、第一次インドシナ戦争での戦傷による記憶喪失が原因で無為な毎日を送っているピエールは、ある日ひとりの少女に出会う。父親に捨てられ、天涯孤独の身で修道院に預けられたその少女はフランソワーズと名乗った。お互いに深い孤独を抱えるピエールとフランソワーズは日曜日の面会ごとのヴィル＝ダヴレーの逢瀬で、疑似的な親子とも恋人同士とも言える関係で触れ合う。しかし、幸福な週末は長くは続かなかった。クリスマスの日に、ピエールはフランソワーズの望みを叶えようとするが……。

## キャスト
| 役名                     | 俳優                     | 日本語吹替                                       | 日本語吹替 |
| 役名                     | 俳優                     | NET版                                            | ？版       |
| ------------------------ | ------------------------ | ------------------------------------------------ | ---------- |
| ピエール                 | ハーディ・クリューガー   | 江守徹                                           | 中田浩二   |
| フランソワーズ(シベール) | パトリシア・ゴッジ       | 瞳ちえ                                           |            |
| マドレーヌ               | ニコール・クールセル     | 池田昌子                                         |            |
| カルロス                 | ダニエル・アイバ―ネル    | 塩見竜介                                         |            |
| ベルナール               | アンドレ・オウマンスキー | 森川公也                                         |            |
| 父親                     | ルネ・クラモント         | 千葉耕市                                         |            |
| カルロスの妻             | アンヌマリー・コフィネ   | 京田尚子                                         |            |
| 不明 その他              | N/A                      | 稲葉まつ子 金子亜矢子 北見順子 加茂喜久 村松康雄 |            |
| 日本語スタッフ           |                          |                                                  |            |
| 演出                     | 演出                     | 山田悦司                                         |            |
| 翻訳                     | 翻訳                     | 浅川寿子                                         |            |
| 効果                     | 効果                     | PAG                                              |            |
| 調整                     | 調整                     | 栗林秀年                                         |            |
| 制作                     | 制作                     | グロービジョン                                   |            |
| 解説                     | 解説                     | 淀川長治                                         |            |
| 初回放送                 | 初回放送                 | 1972年11月12日 『日曜洋画劇場』                  |            |